# Шуль Андрій
Андрі́й Шуль (нар. 1944) — музикознавець і диригент, громадський діяч.
Музичну освіту здобув в університетах Темпл у Філядельфії та Ратґерс у Нью-Брансвіку. Досліджує музику Д. Бортнянського («Творчість Дмитра Бортнянського: критичний огляд» у «Збірка на пошану Г. Китастого», 1980), статті, рецензії.
Від 2011 р. — дійсний член НТШ-Америка.